# Dai Astley
David John "Dai" Astley (Dowlais, 11 de outubro de 1909 – 7 de novembro de 1989) foi um futebolista internacional galês que jogou como atacante na liga de futebol nos anos 1920 e 1930.
Jogou no Aston Villa entre 1931–1936 e fez 100 gols pelo clube.